# Thomas Bridges
Thomas Bridges (Bristol, Inglaterra, 1842 - Buenos Aires, Argentina, 1898) fue un misionero inglés, el primer hombre blanco en vivir en Tierra del Fuego. Tras abandonar la misión que había fundado en la actual ubicación de la ciudad de Ushuaia, fundó la Estancia Harberton en el año 1886.

## Su infancia
Fue encontrado abandonado  en la ciudad de Bristol en 1844 o 1845. Toda su ropa estaba bordada con una "T", razón por lo cual lo llamaron Thomas[cita requerida]; el apellido Bridges proviene de «bridge», que en idioma inglés significa puente. Fue adoptado por el pastor George Despard.
En 1856, Despard se mudó a las islas Malvinas, a hacerse cargo de la misión anglicana establecida en la isla Keppel o Vigía, llevando consigo a su esposa, sus hijos y su hijo adoptivo Thomas Bridges. Desde esta misión iniciaron los trabajos misionales trasladando a yámanas desde el canal Beagle a las Malvinas para su educación cristiana. En esos años Thomas Bridges comenzó a aprender la lengua de los yámanas y escribió un diccionario con aproximadamente 30.000 palabras.
En 1859, Despard creyó que los yámanas ya estaban lo suficientemente acostumbrados a estar con el hombre blanco y envió un barco con personas para establecer una misión Wulaia (al oeste de la isla Navarino), pero durante la primera ceremonia religiosa los yámanas mataron a todos los navegantes excepto el cocinero que se había quedado en el barco. En 1861 Despard se entera de que habían fracasado y Thomas decide quedarse en Malvinas. En el año 1863 Thomas hizo su primer viaje a Tierra del Fuego y la ventaja que él tenía era que podía hablar el idioma yámana, y de esa forma decirles que no quería lastimarlos y solo quería ayudar.

## Al frente de la Sociedad Misionera Patagónica
En 1863, Thomas Bridges y el nuevo director de la Sociedad Misionera de América del Sur Waite Stirling visitaron Tierra del Fuego. Como Thomas Bridges conocía el idioma, fueron bien recibidos. Comenzaron a llevar yámanas a las Malvinas, donde fueron catequizados y se les enseñó carpintería, horticultura, etc. En 1869, el misionero Stirling se estableció en Ushuaia, donde fundó una nueva misión. Este misionero se quedó allí por dos años. 
Mientras tanto, Thomas Bridges viajó a Inglaterra y fue ordenado diácono anglicano, allí se casó con Mary Ann Varder y luego regresó a las Malvinas. Junto con él viajaron John Lawrence y su familia.

## Asentamiento en Ushuaia
En 1871, se instalaron los Bridges en la misión de Ushuaia, junto con los Lawrence y los Lewis y varias familias yámanas que habían vivido en la misión de las Malvinas, quienes trataron de vivir de manera sedentaria y cosechando huertos. En los siguientes años Thomas Bridges fue padre de varios hijos.
En 1884 el gobierno argentino estableció una subprefectura en Ushuaia en donde se hallaba la misión. Thomas Bridges aceptó la soberanía argentina sobre la misión e izó la bandera argentina; a su vez, el gobierno reconoció y brindó apoyo a la misión.
Según el relato de su hijo Lucas, en ese mismo año Thomas Bridges abandonó su rol de misionero y comenzó a dedicarse a la cría de ovejas, ya que esta era la única manera en que podría mantener a su gran familia.

## La vida en la estancia Harberton
En 1886 Thomas Bridges renunció a la misión y viajó a Buenos Aires a entrevistarse con el perito Francisco Pascasio Moreno, Bartolomé Mitre y Julio Roca para que le dieran una porción de tierra para fundar una estancia en Tierra del Fuego. 
El 28 de septiembre de 1886 le entregaron 20 000 hectáreas a 60 kilómetros al este de Ushuaia. Allí fundó la Estancia Harberton, nombre dado en honor al lugar de nacimiento de la esposa de Thomas Bridges, en Harberton, Devon. Esta estancia fue la primera en el canal Beagle y la primera que introdujo el ganado vacuno y lanar en Tierra del Fuego. 
Poco después se inició la fiebre del oro en Tierra del Fuego, con terribles consecuencias para los indígenas yámanas y selknam, ya que se produjeron matanzas y violaciones de mujeres. Lo que provocó (junto con otras causas) un brusco descenso de las poblaciones aborígenes, las cuales quedaron prácticamente al borde del exterminio.
En 1898 murió Thomas Bridges en un viaje a Buenos Aires, a los 56 años de edad.
Fue inhumado en el actual, Cementerio Británico de Buenos Aires ubicado en el barrio de la Chacarita

## Refuta a Darwin
Tanto Alberto De Agostini como Thomas Bridges se encargaron de eliminar las falacias de Charles Darwin respecto que los selk’nam eran “bestias” y “caníbales”.

## Obras
Bridges tradujo el evangelio de Lucas, el de Juan y los Hechos de los Apóstoles al idioma yagán. Además publicó un diccionario de esa lengua, que con alrededor de 32 000 entradas, es el primero y más completo que existe.